# Produktionshelfer
Ein Produktionshelfer ist ein Hilfsarbeiter im automatisierten Herstellungsprozess. Es sind grundsätzlich ungelernte Arbeiter, die einfache Tätigkeiten ausführen.
Produktionshelfer werden oft über Leiharbeitsfirmen rekrutiert und dann im Rahmen von Arbeitnehmerüberlassungsverträgen der Zielfirma mit ihrer Arbeitskraft zur Verfügung gestellt. Diese Verträge sind in der Regel mit kurzen Kündigungsfristen ausgestaltet, was der Zielfirma eine große Flexibilität bei der Personaldisposition gestattet.